# Полякова, Наталья Владимировна
Наталья Владимировна Поляко́ва (род. 19 сентября 1983, Капустин Яр, Астраханская область, СССР) — российская поэтесса, главный редактор журнала «Лиterraтура».

## Биография
Родилась 19 сентября 1983 в селе Капустин Яр. Окончила Литературный институт имени А. М. Горького.
С 16-ти лет публикуется в периодической печати. С 2002 года является членом Союза писателей Москвы.
Стихи публиковались в журналах «Урал», «Дружба Народов», «Знамя», «Новый берег», «Новая Юность», «Волга», «Интерпоэзия», «Октябрь», «Новый мир», «Prosodia», «Homo Legens», «Дети Ра», «Лиterraтура».
Является автором литературных сборников стихов «Клюква слов», «Сага о московском пешеходе», «Радио скворешен», «Легче воздуха».
В 2009 году в Малом зале Центрального дома литераторов «за яркое начало творческого пути» Наталье Поляковой была вручена премия «Начало» имени Риммы Казаковой, учреждённая в 2008 году Союзом писателей Москвы.
С 2019 года является главным редактором сетевого издания «Лиterraтура», посвящённого современной литературе на русском языке.

## Рецензии и оценки

#### Оценки
На вручении премии «Начало» имени Риммы Казаковой, литературный критик и поэт Кирилл Ковальджи отметил, что стихи Поляковой «талантливы, глубоки и в них чувствуется важнейшее качество для поэта — работа души».
На презентации книги «Радио Скворешен», поэтесса Галина Климова охарактеризовала поэзию Натальи Поляковой как «безусловно женскую без каких бы то ни было отрицательных смыслов», подчеркнув, что «Наташа в этой поэзии абсолютно органична и главное — она развивается. Причем это не сюжетное развитие, а изменение внутреннего пространства. Новые стихи живут в совершенно новом мире».
Рецензии на книги
В 2011 году в 11-м выпуске литературного журнала «Зинзивер» была опубликована рецензия поэта и литературного критика Владимира Коркунова на книгу Натальи Поляковой «Клюква слов»:

<…>
Можно условно поделить стихотворения сборника — до 2007 года и последующие. Разница между ними ощутима. Все-таки ранние тексты в художественном отношении недостаточно зрелы, чтобы говорить о них всерьез, но они важны как этапы самоопределения, как страницы биографии человеческой. Мысль появляется сразу<…>, но оформляется то ли мучительно, то ли неосознанно. Поэзия ощущается, но это некий предвестник рассвета — когда тьма начинает отступать, небо чуть светлеет, но до чистого и ровного сияния — далеко. Эти стихотворения часто умозрительны<…>, порой изобилуют прозаизмами.
<…>
— В. В. Коркунов, литературный журнал «Зинзивер» (выпуск № 11 от 2012 года)
В 2018 году в 1-м (159-м) выпуске литературного журнала «Дети Ра» была опубликована рецензия ростовского писателя и литературоведа Эмиля Сокольского на книгу Натальи Поляковой «Радио скворешен»:

<…>
«Радио скворешен» — название странное, но — удачное: у Поляковой стихи — пение природы, «язык скворцов» и «зеленый шум», который «прорастает» речью; весна и лето — основной источник вдохновения, рай детства, который автор удерживает в себе, воспроизводит вновь и вновь и, возможно, спасается в нём от «взрослой» жизни, полной забот, то есть — спасается д у ш о й, не давая повседневной суете растащить себя по кусочкам.
<…>
Острое чувство жизни у Натальи Поляковой, конечно, не только радостью и светлой печалью выражено; в её стихах есть и «гужевые облака», везущие «небесных жильцов куда-то», есть и пробуждение «в тревоге в предрассветную рань» с самозаклинанием: «перестань отчаиваться»; но и в таких стихотворениях нет явной горечи и драматизма. Есть другое, и это другое — главное в книге.
— Э. А. Сокольский, литературный журнал «Дети Ра» (выпуск № 1 (159) от 2018 года)
В 2017 году в 2-м выпуске литературного журнала «Интерпоэзия» была опубликована рецензия Виталия Науменко:

<…> Наталья Полякова, в том числе в стихотворении, которое еще будет процитировано, при всей отчетливости и ясности высказывания, склонная скорее к традиции, не подразумевающей особых подвохов, странным образом представляет собой тип поэта максимального закрытого и осторожного. Свое «я» она облекает в окружающее и через него приходит к самой себе.— Виталий Науменко. О книгах Натальи Поляковой, Инги Кузнецовой, Хельги Ольшванг. Интерпоэзия (2017, номер 2)
В 2016 году в 9-м выпуске литературного журнала «Урал» была опубликована рецензия Юрия Казарина:

Наталья Полякова — поэт нежный и поэт нежности: нежность (как духовное состояние) — это не столько отношение, сколько осуществление синтеза, полного и живого, — поэта с предметом (замечу: любым!) поэтического познания, которое чаще всего более эффективно происходит в процессе не только перевода, но и перехода со звучащего — на немое.— Юрий Казарин. Вечность и нежность. Новая книга Натальи Поляковой. Урал (журнал) (2016, номер 9)
В 2020 году в 1-м выпуске литературного журнала «Дети Ра» была опубликована рецензия Эмиля Сокольского:

Наталья Полякова обитает в своем, отдельном от других мире, где тихо и спокойно, где легко дышится, где радость выражается не смехом, а улыбкой, где печаль и беда не кричат, а поют вполголоса, где романтическое восприятие жизни побеждает любые удары судьбы, а повседневный быт не способен свести жизнь к однообразному существованию.— Эмиль Сокольский. Прочитанные книги: Наталья Полякова, «Легче воздуха». Дети Ра (2020, номер 1)

#### Сборники стихов
- Полякова Н. В. Клюква слов. — СПб.: Любавич, 2011. — 52 с. — 500 экз. — ISBN 978-5-86983-311-2.
- Полякова Н. В. Сага о московском пешеходе. — М.: Арт-Хаус Медиа, 2012. — 52 с. — 300 экз. — ISBN 978-5-902976-71-4.
- Полякова Н. В. Радио скворешен. — М.: Воймега, 2016. — ISBN 978-5-7640-0189-0.
- Полякова Н. В. Легче воздуха. — М.: Лиterraтура, 2018. — 114 с. — ISBN 5604097438. — ISBN 9785604097434.

#### Публикации стихов в литературных журналах
- Полякова Н. В. Весло на весу : поэзия // Дружба народов. — М. : Редакция журнала «Дружба народов», 2009. — № 6.
- Полякова Н. В. Без лишних слов : поэзия // Дети Ра. — М. : Вест-Консалтинг, 2009. — № 12 (62).
- Полякова Н. В. Сага о московском пешеходе : поэзия // Интерпоэзия. — New York : Interpoezia, 2009. — № 4.
- Полякова Н. В. На излучине руки : поэзия // Новая Юность. — М. : Издательский центр Новая Юность, 2010. — № 5 (98).
- Полякова Н. В. Сортировочная Москва : поэзия // Дружба народов. — М. : Редакция журнала «Дружба народов», 2011. — № 10.
- Полякова Н. В. В этом сне некрасивом : поэзия // Новая Юность. — М. : Издательский центр Новая Юность, 2012. — № 6 (111).
- Полякова Н. В. Семь стихотворений : поэзия // Новый Берег. — 2013. — № 41.
- Полякова Н. В. «бросишь сумку через плечо…» : поэзия // Волга. — Саратов : Волга, 2013. — № 11—12 (447). — С. 128—130.
- Полякова Н. В. Колыбельная : поэзия // Интерпоэзия. — New York : Interpoezia, 2013. — № 4.
- Полякова Н. В. Барабан счастья : поэзия // Дружба народов. — М. : Редакция журнала «Дружба народов», 2014. — № 3.
- Полякова Н. В. Слова идут навстречу немоте… : поэзия // Урал. — Екб. : Редакция журнала «Урал», 2015. — № 7.
- Полякова Н. В. «Говорят за глаза и вешают за глаза…» : поэзия // Волга. — Саратов : Волга, 2013. — № 9—10 (458). — С. 79—80.
- Полякова Н. В. Простой ориентир : поэзия // Homo Legens. — М. : Редакция журнала «Homo Legens», 2013. — № 4.
- Полякова Н. В. Новые находятся слова : поэзия // Октябрь. — М. : Октябрь, 2015. — № 12.
- Полякова Н. В. «перегорел и пахнешь перегаром...» : поэзия // Prosōdia. — Ростов-на-Дону, 2015. — № 3.
- Полякова Н. В. Жизни целое число : поэзия // Дружба народов. — М. : Редакция журнала «Дружба народов», 2016. — № 1.
- Полякова Н. В. За край листа : поэзия // Интерпоэзия. — New York : Interpoezia, 2016. — № 2.
- Полякова Н. В. Учись рубить : поэзия // Знамя. — М. : Знамя, 2016. — № 11.
- Полякова Н. В. Мы дети огромной ночлежки : поэзия // Дружба народов. — М. : Редакция журнала «Дружба народов», 2017. — № 10.
- Полякова Н. В. И кто-то помнит о тебе… : поэзия // Урал. — Екб. : Редакция журнала «Урал», 2017. — № 11.
- Полякова Н. В. Варенье из крапивы : поэзия // Новый Берег. — 2017. — № 60.
- Полякова Н. В. Простой звукоряд : поэзия // Новый мир. — М. : Редакция журнала «Новый мир», 2017. — № 9.
- Полякова Н. В. Вот я опять беглец, переселенец : поэзия // Дружба народов. — М. : Редакция журнала «Дружба народов», 2019. — № 6.
- Полякова Н. В. Камень, ножницы, бумага… (18+) : поэзия // Интерпоэзия. — New York : Interpoezia, 2021. — № 1.

#### Рецензии
- Полякова Н. В. В полосе света : рецензия // Октябрь. — М. : Октябрь, 2010. — № 12.